# Cenchrinae
Cenchrinae, podtribus trava u tribusu, Paniceae, dio potporodice Panicoideae. Postoji 25 priznatih rodova.

## Opis (istraživanja 2023.
Podpleme Cenchrinae, takozvana "čekinjasta klada ", monofiletska je skupina panikoidnih trava koje kod većine svojih vrsta karakteriziraju sterilne grane ili čekinje na cvatovima. Unutar ovog potplemena nalazi se i Panicum antidotale Retz., “incertae sedis” vrsta roda Panicum L. kojoj nedostaju čekinje duž cvata. U ovoj studiji predstavljeno je ažuriranje podplemena Cenchrinae na temelju molekularnih, morfoloških i anatomskih dokaza kako bi se razjasnio sustavni položaj P. antidotale u Cenchrinae, isključujući ga iz Panicum i uspostavljajući ga u novom rodu (tj. Janochloa Zuloaga & Delfini); morfološke značajke koje razlikuju novi rod od drugih blisko povezanih taksona su pravilno raspravljene i predstavljen je identifikacijski ključ za 24 roda prepoznata unutar Cenchrinae. Također su dodani američke vrste Setaria, koje prije nisu testirane, iz podrodova Paurochaetium i Reverchoniae, raspravljajući o položaju ovih taksona u stvarnoj filogeniji roda kao i definirajući položaje u stablu vrsta Setaria koje su bile neprecizno locirane u prethodnim analizama. Usporedba s rezultatima drugih studija, komentari na Stenotaphrum Trin. i kratku raspravu o proturječnim položajima u Cenchrusu i srodnim taksonima, te o Acritochaete Pilg. također su uključeni.

## Rodovi
1. Stenotaphrum Trin. (7 spp.)
2. Stereochlaena Hack. (4 spp.)
3. Streptolophus Hughes (1 sp.)
4. Snowdenia C. E. Hubb. (4 spp.)
5. Cenchrus L. (113 spp.)
6. Acritochaete Pilg. (1 sp.)
7. Alexfloydia B. K. Simon (1 sp.)
8. Paractaenum P. Beauv. (1 spp.)
9. Plagiosetum Benth. (1 sp.)
10. Zygochloa S. T. Blake (1 sp.)
11. Hygrochloa Lazarides (2 spp.)
12. Uranthoecium Stapf (1 sp.)
13. Whiteochloa C. E. Hubb. (6 spp.)
14. Chamaeraphis R. Br. (1 sp.)
15. Pseudoraphis Griff. (7 spp.)
16. Dissochondrus (Hillebr.) Kuntze ex Hack. (1 sp.)
17. Xerochloa R. Br. (3 spp.)
18. Janochloa Zuloaga & Delfini (1 sp.)
19. Spinifex L. (4 spp.)
20. Setaria P. Beauv. (140 spp.)
21. Paspalidium Stapf (32 spp.)
22. Holcolemma Stapf & C. E. Hubb. (4 spp.)
23. Setariopsis Scribn. & Millsp. (2 spp.)
24. Ixophorus Schltdl. (1 sp.)
25. Zuloagaea Bess (1 sp.)
26. Paratheria Griseb. (2 spp.)